# Männchen (Kunstflug)

Aresti-Symbol der Kunstflugfigur Männchen

Das Männchen (englisch tail slide) ist eine Wettbewerbs-Kunstflugfigur aus dem Aresti-Katalog. Das Umschlagen (s. u.) kann nach vorne oder nach hinten erfolgen, wobei die im Programm vorgegebene Richtung einzuhalten ist, andernfalls ist die Figur ungültig. Im deutschen Sprachraum hat sich für die beiden Versionen die inoffizielle Bezeichnung „Männchen“ (umschlagen nach vorne) und „Weibchen“ (umschlagen nach hinten) etabliert. Auf Englisch werden die beiden Varianten „canopy up“ und „canopy down“, bzw. in den USA oft „wheels up“ und „wheels down“ tail slide genannt.
Um die Figur einzuleiten, zieht man das Flugzeug mit Hilfe des Höhenruders aus dem Geradeausflug senkrecht nach oben. In senkrechter Lage wird das Flugzeug nun immer langsamer, bis es zum Stillstand kommt und anschließend wieder rückwärts nach unten fällt. Diese Fluglage ist aber instabil, so dass das Flugzeug früher oder später umschlagen, d. h. sich 180° um die Querachse drehen wird, so dass es wieder normal vorwärts abwärts fliegt, wobei die Richtung dieses Umschlagens mit dem Höhenruder bestimmt wird. Aus diesem senkrechten Sturzflug wird nun wieder in den horizontalen Flug ausgeleitet.
Die Schwierigkeit der Figur besteht darin, das Flugzeug kontrolliert in die vorgegebene Richtung umschlagen zu lassen, ohne aber vorher zu mogeln und die Richtung bereits in der Aufwärtsbewegung vorzugeben. Im Wettbewerb wird die Aufwärtslinie aber meist bewusst nicht genau senkrecht geflogen, um das Umschlagen in die richtige Richtung sicherzustellen, denn der daraus folgende Punkteabzug ist allemal weniger schlimm als eine völlig ungültige Figur. (Umschlagen in die falsche Richtung gilt als eine andere Figur und hat in der Bewertung folglich eine „harte Null“ zur Folge, was ohne dieses Mogeln durchaus auch Könnern passieren kann, denn die Wirkung des Höhenruders ist in dieser Situation eher gering.)
Ein absolut perfekt senkrechtes Rückwärtsrutschen ist aber auch aus Sicherheitsgründen nicht zu empfehlen: Denn je perfekter die Senkrechte ist, umso länger rutscht das Flugzeug rückwärts, bevor es umschlägt. Nimmt das Flugzeug nun aber vor dem Umschlagen zu viel Fahrt auf, so können die Kräfte des Fahrtwindes auf die Ruder derart groß werden, dass die Kraft des Piloten nicht mehr ausreicht, um die Ruder zu halten. Diese werden dann vom Fahrtwind mit großer Wucht gegen die Anschläge geknallt, was schwerste Beschädigungen des Flugzeugs bis hin zum totalen Ruderversagen zur Folge haben kann. Dies kann auch beim Höhenruder passieren, obwohl dieses beim Männchen an einem Anschlag gehalten wird, wenn das Flugzeug bei hoher Geschwindigkeit in die falsche Richtung umschlägt. Dies ist denn auch die Hauptgefahr dieser Figur und der Grund, warum sie auch bei vielen an sich für den Kunstflug zugelassenen Flugzeugen ausdrücklich verboten ist.
Das Männchen kann sowohl aus dem normalen Horizontalflug als auch aus dem Rückenflug eingeleitet und auch wieder in beide Fluglagen ausgeleitet werden.
1988 zeigte Anatoli Nikolajewitsch Kwotschur in Farnborough vermutlcih erstmals ein Männchen mit einer MiG-29 und damit nicht mit einem Propellerflugzeug.